# ديلفينا غوزمان
ديلفينا غوزمان (بالإسبانية: Delfina Guzmán)‏ هي كاتبة سيناريو ومخرجة وممثلة تشيلية، ولدت في 7 أبريل 1928 في سانتياغو في تشيلي.

## وصلات خارجية
- ديلفينا غوزمان على موقع IMDb (الإنجليزية)
- ديلفينا غوزمان على موقع قاعدة بيانات الفيلم (الإنجليزية)